# Hanijski jezici
Hanijski jezici (privatni kod: hani; Hani), naziv za skupinu od 3 akha jezika, tibetsko-burmanska porodica, iz Kine, Burme, Laosa i Vijetnama, koja se ranije dijelila na podskupine hao-bai i ha-ya i individualne jezike sansu i sila. Današnja tri predstavnika su: 
a. Bi-Ka (1): enu [enu] (Kina), 30.000 (Dai and Duan 1995).
Sansu [sca] Burma, 4.780 (2000).
Sila [slt] u Laosu 1.770 in Laos (1995 popis), i 840 u Vijetnamu (1999 popis).
Ranija klasifikacija izgledala je:
a. Bi-Ka (2): biyo [byo], kaduo [ktp] danas se vode pod ngwi jezike; Nedavno priznati jezik enu
b. Hao-Bai (1): honi danas se vodi pod ngwi jezike;
c. Ha-Ya (2): akha [ahk], hani [hni] danas se vodi pod ngwi jezike;
Sansu  [sca];
Sila  [slt];

## Vanjske poveznice
- Ethnologue (14th)